# Supercoupe du Danemark féminine de handball
La Supercoupe du Danemark féminine de handball est une compétition de clubs féminins de handball disputée entre le champion et, en principe, le vainqueur de la Coupe du Danemark. Créée en 2011, elle est jouée depuis 2014 le même jour et dans le même lieu que la Supercoupe du Danemark masculine de handball.

## Palmarès
En gras figure le vainqueur de la supercoupe :
| Édition | Date                              | Lieu                              | Vainqueur du Championnat          | Opposant                          | Score                             |
| ------- | --------------------------------- | --------------------------------- | --------------------------------- | --------------------------------- | --------------------------------- |
| 2011    | 24 août                           | Ikast Brande Arena, Ikast         | FC Midtjylland                    | Viborg HK (1)                     | 28-33                             |
| 2012    | 29 août                           | Arena Midt, Kjellerup             | Randers HK (1)                    | Viborg HK                         | 29-24                             |
| 2013    | 27 août                           | Ikast-Brande Arena, Ikast         | FC Midtjylland (1)                | Team Tvis Holstebro VC            | 30-24                             |
| 2014    | 22 août                           | Gigantium, Aalborg                | Viborg HK                         | FC Midtjylland VC,FC (2)          | 19-25                             |
| 2015    | 20 août                           | Skjern Bank Arena, Skjern         | FC Midtjylland                    | Team Esbjerg VC (1)               | 19-27                             |
| 2016    | 6 septembre                       | Spektrum, Vejle                   | Team Esbjerg                      | FC Midtjylland (3)                | 21-29                             |
| 2017    | 29 août                           | Roskilde Hallerne, Roskilde       | Nykøbing Falster HK (1)           | Randers HK                        | 30-23                             |
| 2018    | 26 août                           | Fælledhallen, Skanderborg         | Copenhague Handball (1)           | Team Esbjerg                      | 30-26                             |
| 2019    | 27 août                           | Næstved Arena, Næstved            | Team Esbjerg (2)                  | Nykøbing Falster HK               | 33-22                             |
| 2020    | Non disputée à cause du Covid-19. | Non disputée à cause du Covid-19. | Non disputée à cause du Covid-19. | Non disputée à cause du Covid-19. | Non disputée à cause du Covid-19. |
| 2021    | 25 août                           | Vibocold Arena, Viborg            | Odense Håndbold                   | Viborg HK VC (2)                  | 35-36                             |
| 2022    | 23 août                           | Gigantium, Aalborg                | Odense Håndbold                   | Team Esbjerg (3)                  | 25-36                             |
| 2023    | 30 août                           | Arena Randers, Randers            | Team Esbjerg                      | Odense Håndbold VC (1)            | 25-30                             |

## Bilan
| Rang | Club                | Titres | Éditions         |
| ---- | ------------------- | ------ | ---------------- |
| 1    | FC Midtjylland      | 3      | 2013, 2014, 2016 |
| 1    | Team Esbjerg        | 3      | 2015, 2019, 2022 |
| 2    | Viborg HK           | 2      | 2011, 2021       |
| 4    | Randers HK          | 1      | 2012             |
| 4    | Copenhague Handball | 1      | 2017             |
| 4    | Nykøbing Falster HK | 1      | 2018             |
| 4    | Odense Håndbold     | 1      | 2023             |